# Juan de Flandes

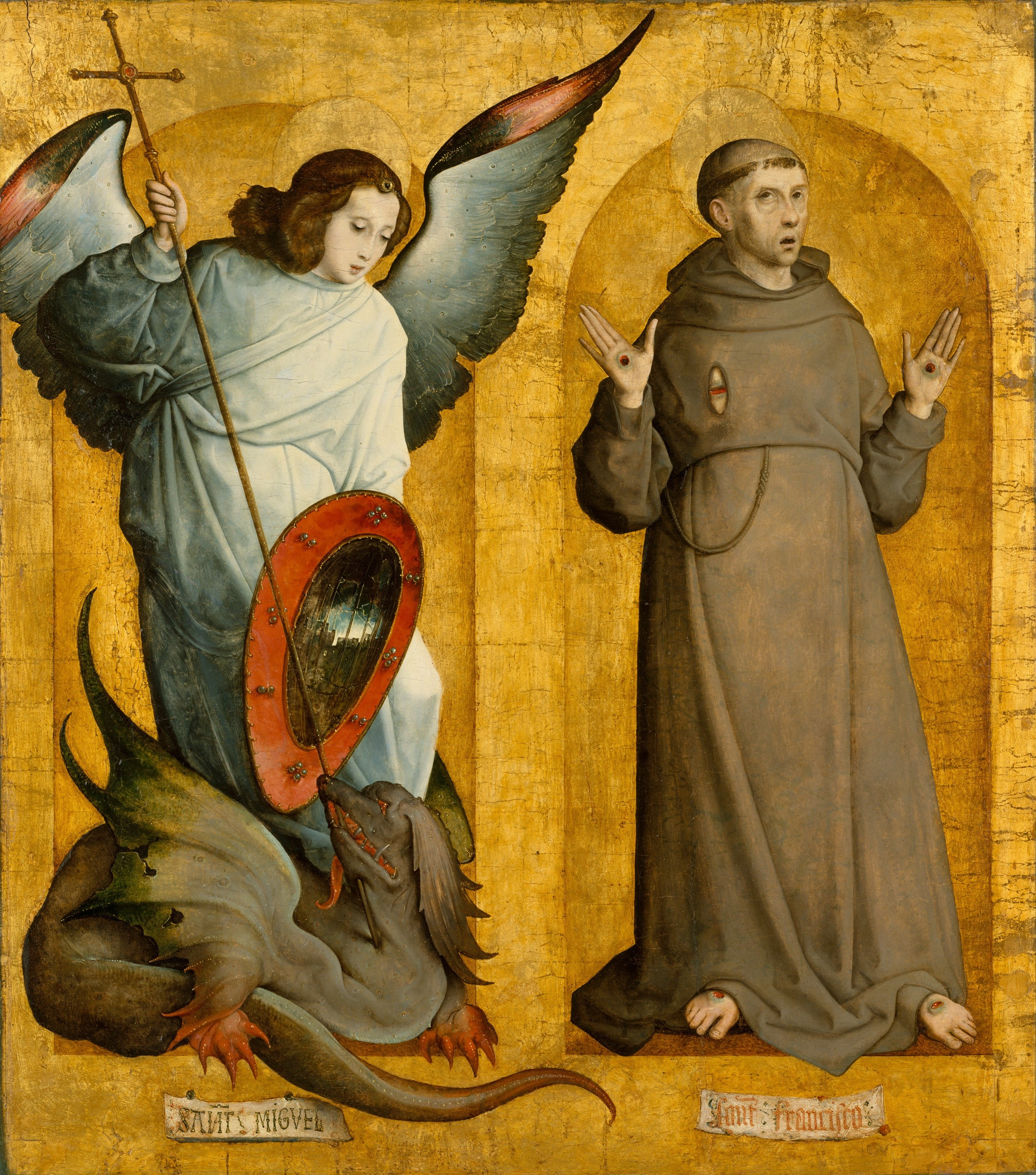
Der Erzengel Michael und der heilige Franz von Assisi

Juan de Flandes, im Deutschen auch bekannt als Johannes von Flandern (* um 1465; † 1519), war ein niederländischer Maler, der überwiegend in Spanien von 1496 bis 1519 wirkte. Sein eigentlicher Name ist unbekannt, allerdings zeigt die Rückseite eines ihm zugeordneten Werkes die Inschrift Juan Astrat, die auf den Namen Jan van der Straat schließen könnte. Der Name Jan Sallaert, ein Künstler in Gent um 1480, könnte auch in Frage kommen.

## Leben

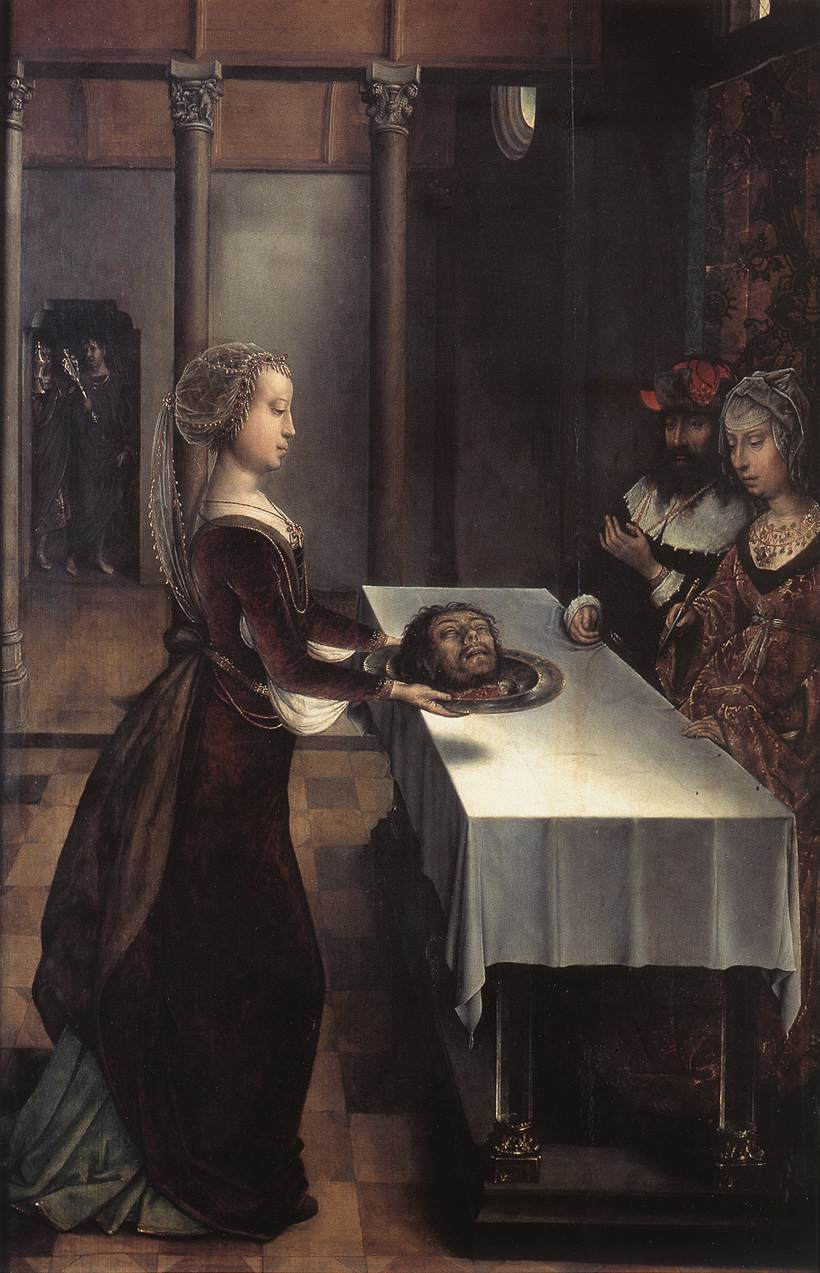
Salome mit dem Kopf von Johannes Baptist, 1496

Um 1465 wurde Juan de Flandes in Flandern geboren. Da seine Arbeiten Ähnlichkeiten mit Werken Joos van Wassenhoves, Hugo van der Goes und anderer Genter Künstler aufweisen, nimmt man an, dass er in Gent in die Lehre ging.
Es ist nur nachgewiesen, dass er Hofkünstler von Isabella I. von Kastilien in Spanien wurde. Sein Name tauchte 1496 in Rechnungsbüchern auf, und 1498 wurde er dort „Hofmaler“ genannt. Bis zum Ableben Isabellas 1504 stand er in ihren Diensten. Nach ihrem Tod führte er in Salamanca von 1505 bis 1507 sakrale Arbeiten für spanische Kirchen aus. Da seine Frau im Dezember 1519 in Palencia als Witwe genannt wird, nimmt man an, dass er sich später dort aufgehalten hat.

### Werke
Die deutliche Mehrheit seiner Arbeiten befindet sich in Sammlungen außerhalb Spaniens und stammt aus der späteren Schaffensphase, in der er sich religiösen Themen widmete. So findet man je vier Teile eines großen Altarpaneels einer palencianischen Kirche im Prado und in der National Gallery of Art in Washington. De Flandes porträtierte häufig die königliche Familie, aber er schuf auch eine Isabella gewidmete Gruppe von kleinen (21,3 × 16,7 cm großen) Flügelaltarplatten, die sich größtenteils in der königlichen Sammlung in Madrid befinden.
Seine Arbeiten weisen eine von niederländisch-gentischem Stil und spanischem Geschmack geprägte Mischung auf. Er hat ein hoch entwickeltes Gefühl für Raum und Licht und versteht es, den Raum in eine Folge schmaler Ebenen zu teilen. Seine späteren Arbeiten zeigen manieristische Züge.

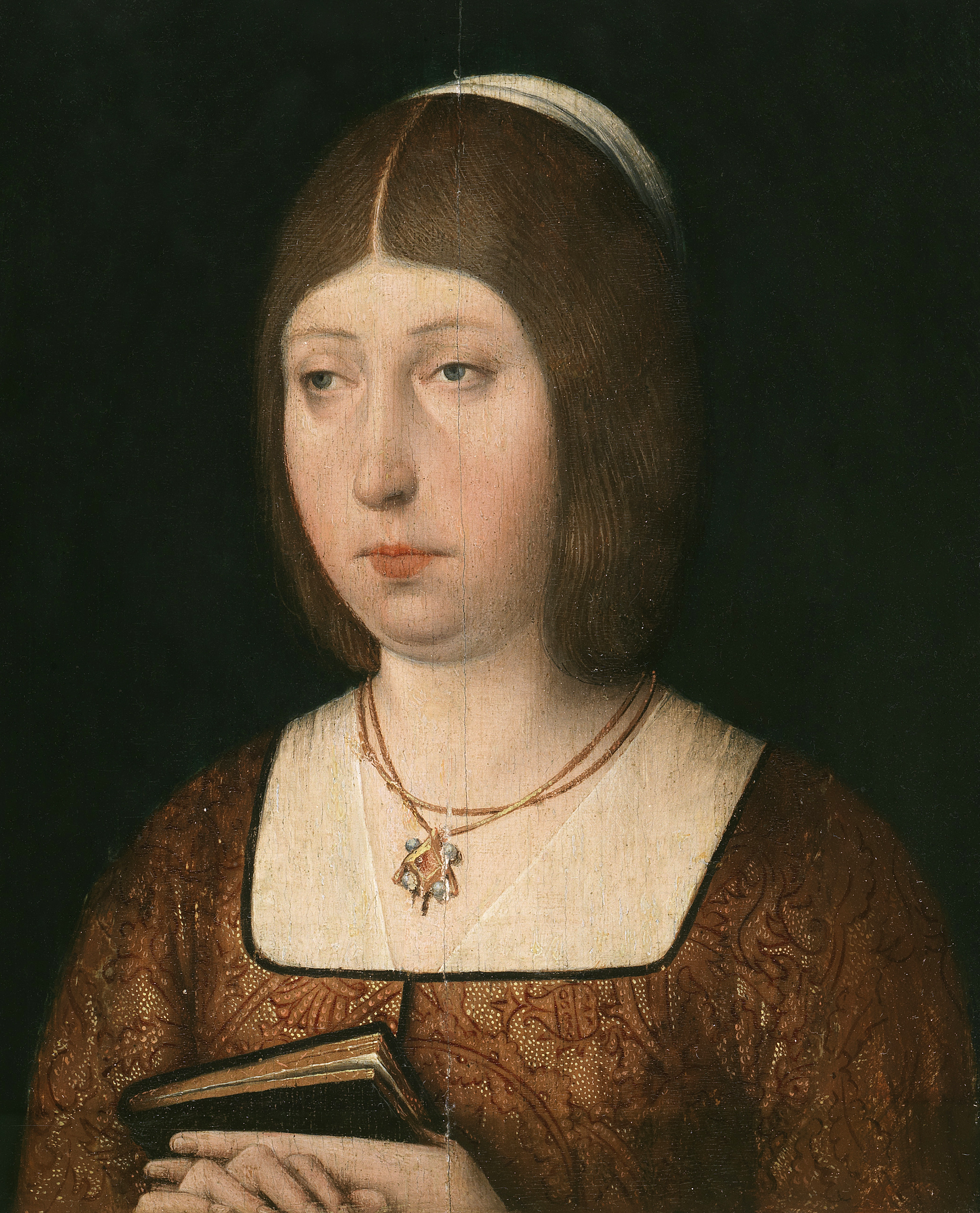
Isabella I. von Kastilien
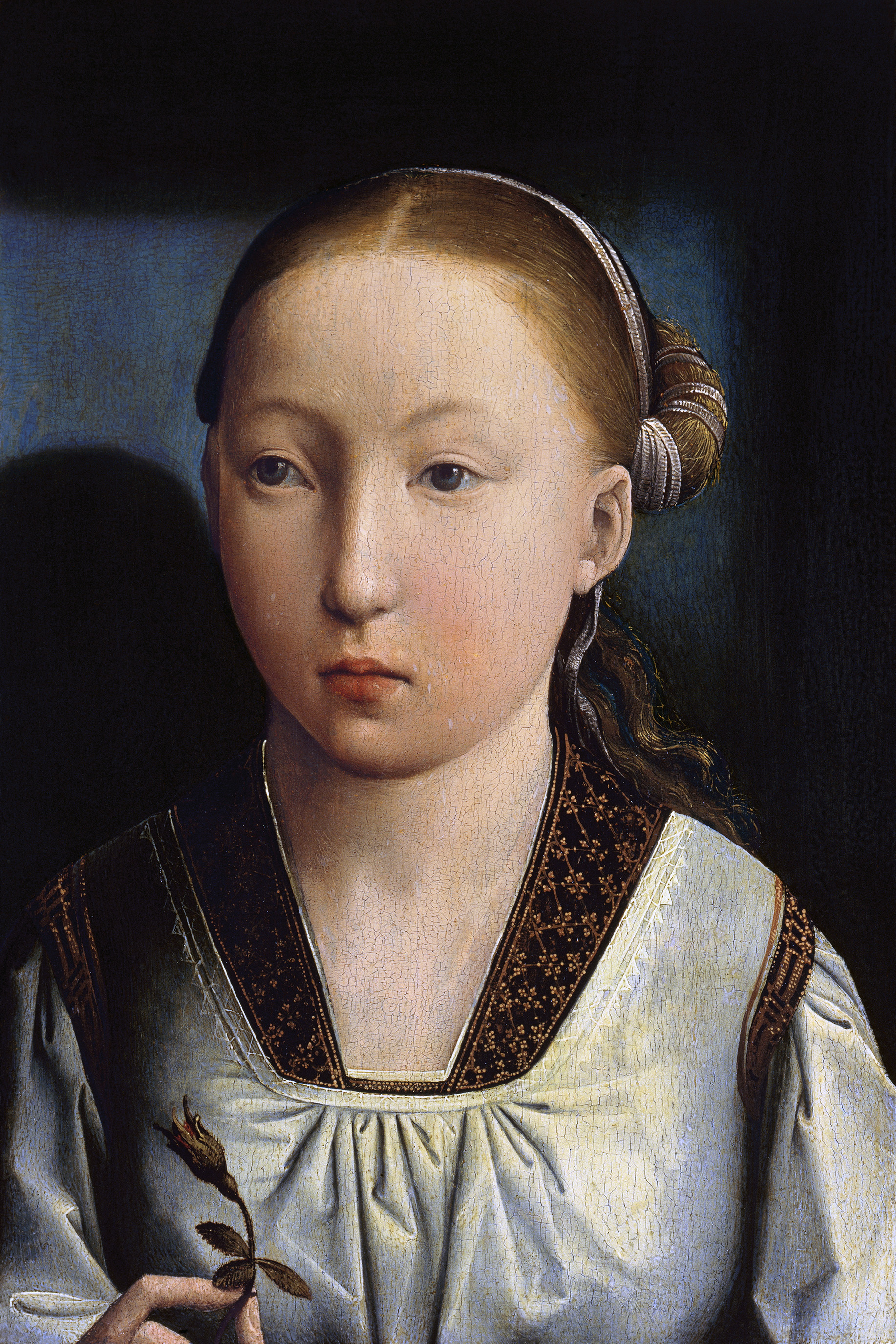
Porträt einer Frau (wahrscheinlich Johanna die Wahnsinnige oder Katharina von Aragón)
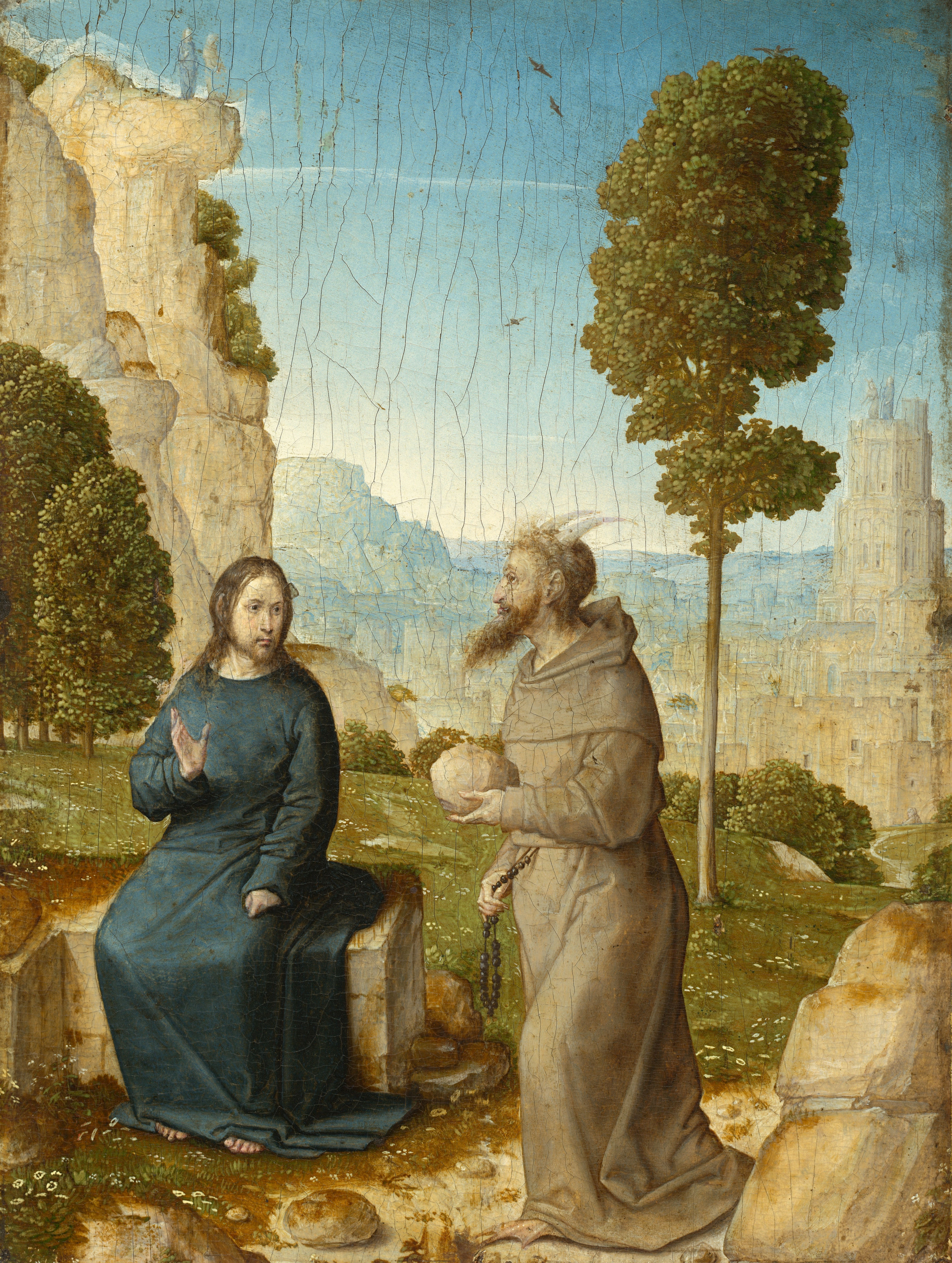
Verlockung Christi in der Wildnis, NGA Washington
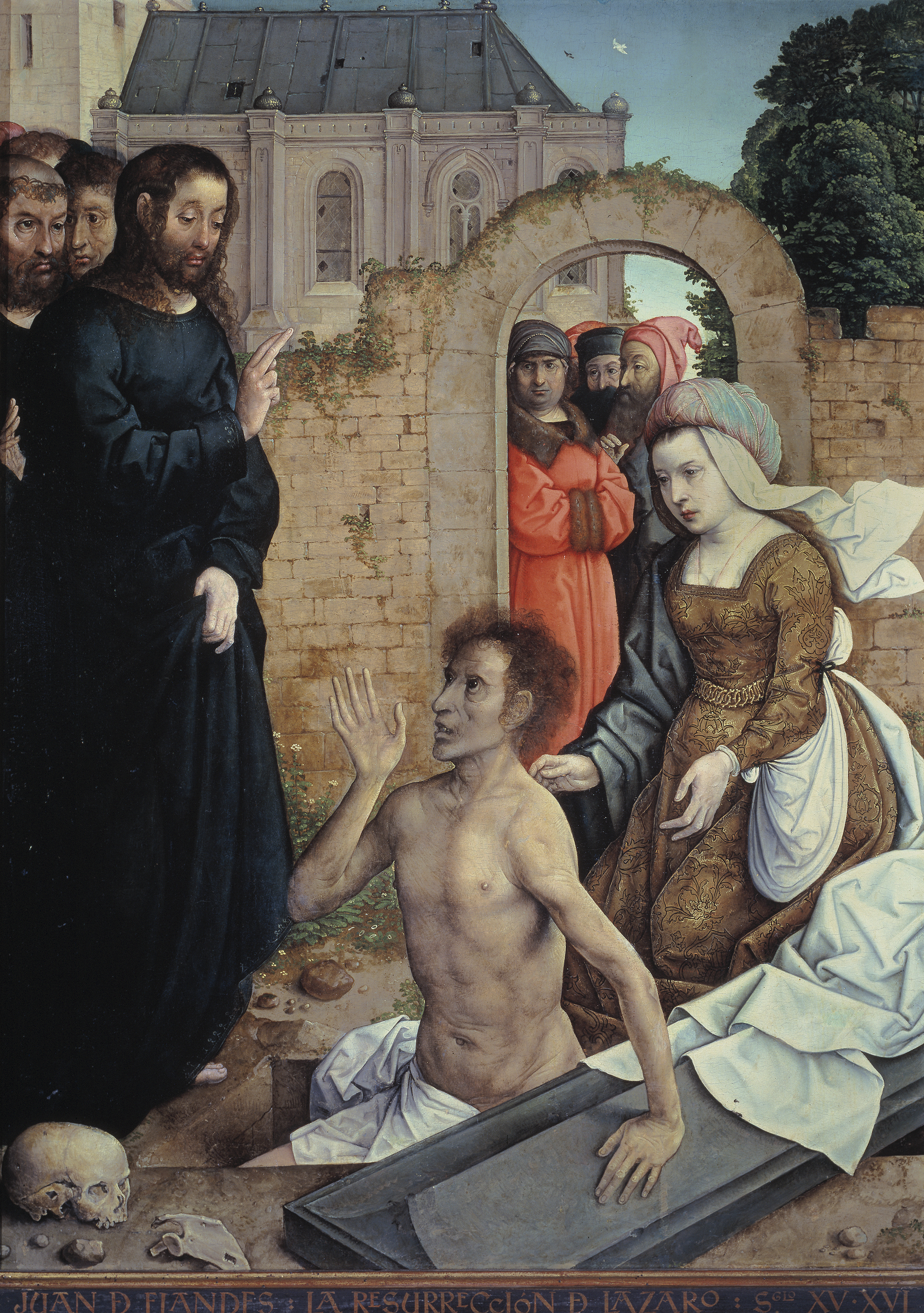
Auferstehung des Lazarus, Prado
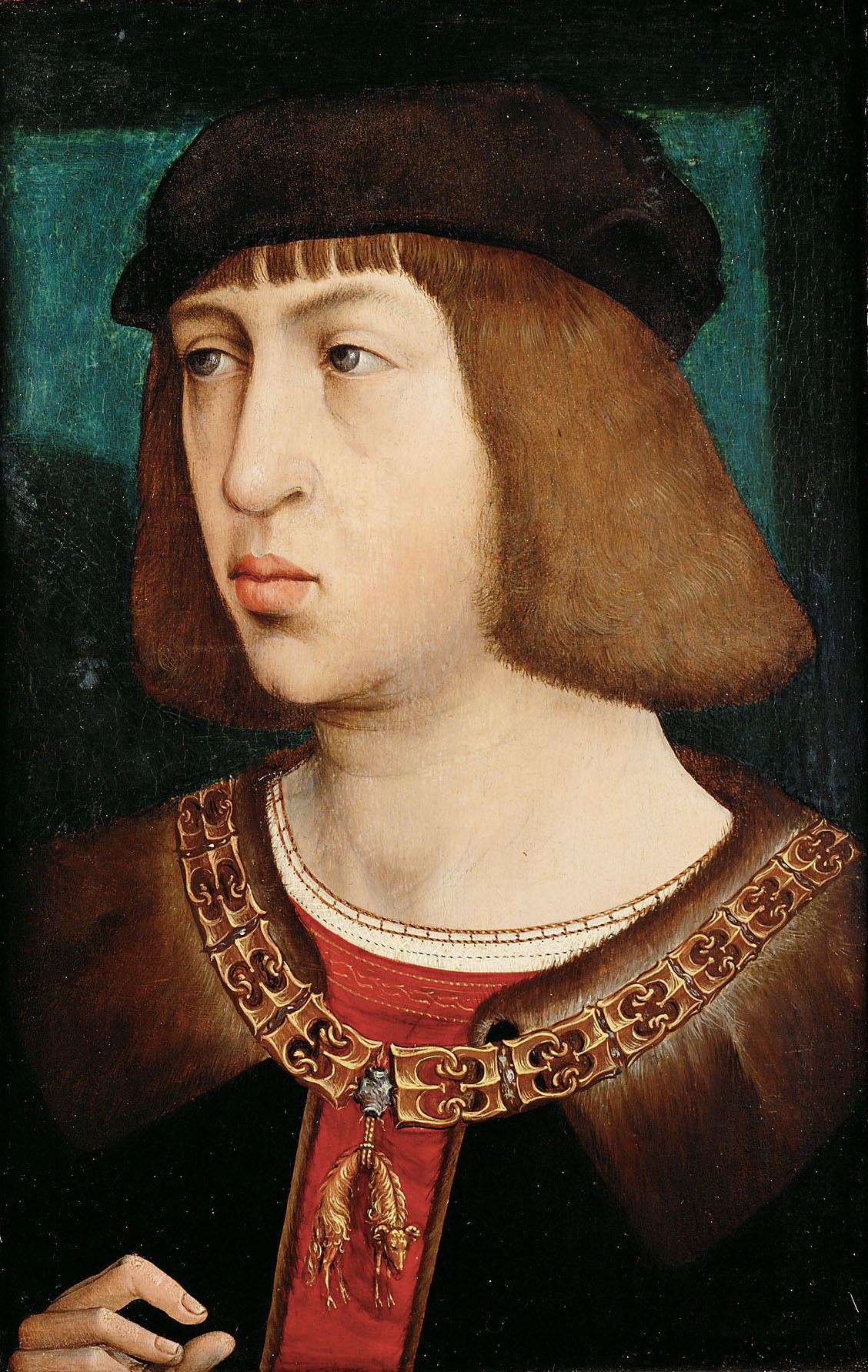
Philipp der Schöne, Kunsthistorisches Museum
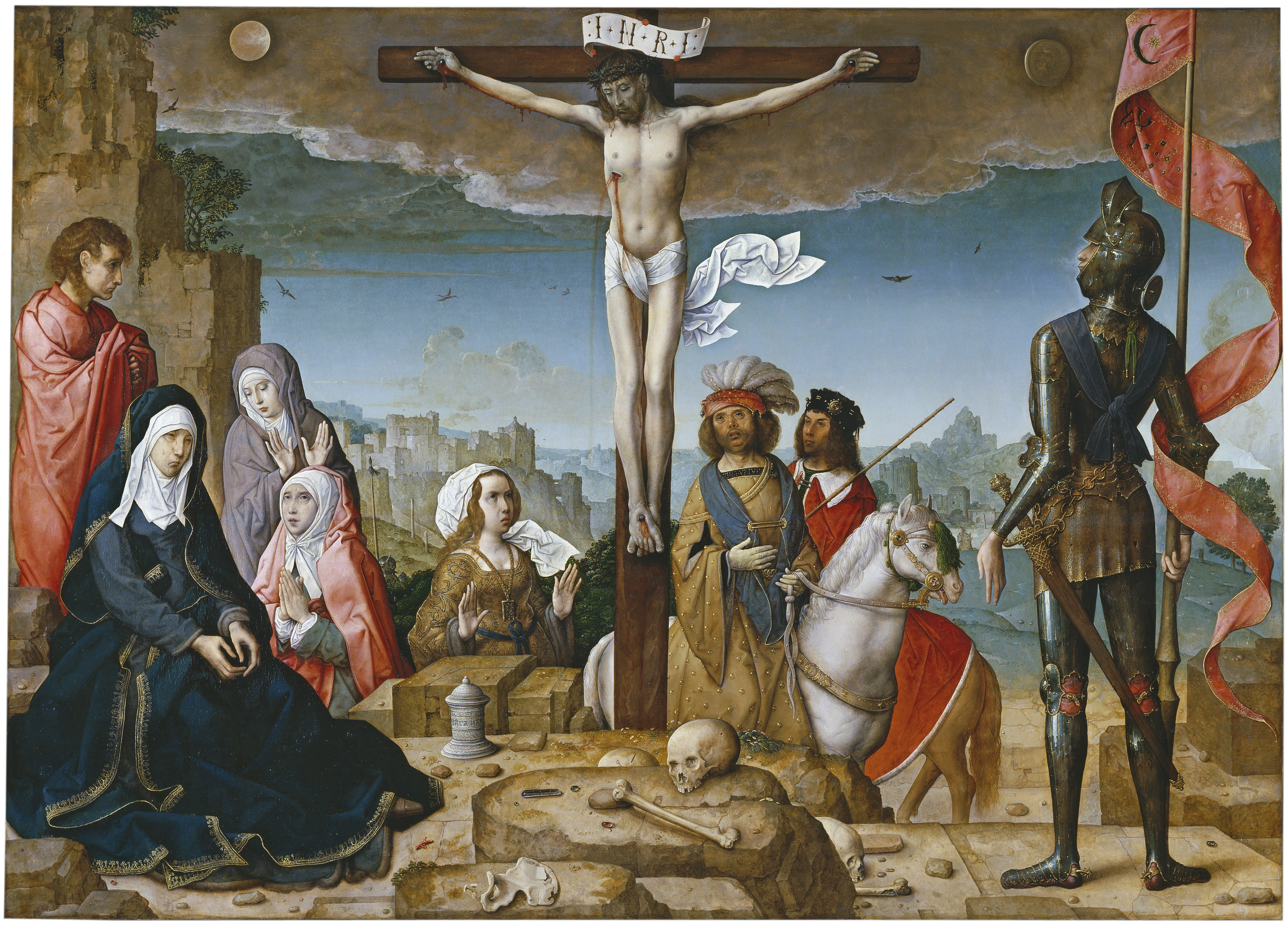
Kreuzigung, Prado